# C7H16N2O2
化学式C7H16N2O2（摩尔质量：160.21 g/mol）可以指：
- 氨甲酰甲胆碱（英语：Bethanechol），CAS号：674-38-4
- N6-甲基赖氨酸（法语：N6-Méthyllysine），CAS号：1188-07-4
- N-叔丁氧羰基乙二胺，CAS号：57260-73-8

|  | 这个同类索引页列出了具有相同分子式的化学物（即同分異構體）条目。 除非您是有意链接至本页，否则应将相应条目的内部链接指向正确的条目。 |